# Dubiepeira
Dubiepeira es un género de arañas araneomorfas de la familia Araneidae. Se encuentra en Sudamérica.

## Lista de especies
Según The World Spider Catalog 12.0:
- Dubiepeira amablemaria Levi, 1991
- Dubiepeira amacayacu Levi, 1991
- Dubiepeira dubitata (Soares & Camargo, 1948)
- Dubiepeira lamolina Levi, 1991
- Dubiepeira neptunina (Mello-Leitão, 1948)